# 丸山 (飛騨山脈)
丸山（まるやま）は、飛騨山脈にある標高2,854メートルの山。岐阜県高山市と長野県大町市の県境にある。

## 概要
飛騨山脈主稜線上の、三俣蓮華岳の南部、双六岳の北部に位置している。

## 登山
・双六小屋 - 双六岳 - 山頂（2時間）
　双六岳から稜線を歩いていくルート。双六岳の台地など、展望の良い場所が様々。
・双六小屋 - （中道） - 山頂（1時間30分）
　双六小屋から直接行くルート。双六岳との分岐までは急だが、その後の中道稜線分岐まではなだらかな道となっている。
・三俣蓮華岳 - 山頂（30分）
　三俣蓮華岳から行くルート。三俣蓮華岳よりも標高が高く、少し急である。

## 周辺の山
| 山容 | 名称       | 標高(m) | 丸山との距離(km) | 備考                     |
| ---- | ---------- | ------- | ---------------- | ------------------------ |
|      | 水晶岳     | 2,986   | 5.1              | 日本百名山 別名は黒岳    |
|      | 黒部五郎岳 | 2,839   | 4.3              | 日本百名山               |
|      | ワリモ岳   | 2,888   | 3.1              | 別名は割物岳             |
|      | 鷲羽岳     | 2,924   | 2.7              | 鷲羽池日本百名山         |
|      | 三俣蓮華岳 | 2,841   | 0.65             | 三県境(富山・長野。岐阜) |
|      | 丸山       | 2,854   | 0                |                          |
|      | 双六岳     | 2,860   | 1.3              |                          |
|      | 槍ヶ岳     | 3,180   | 7.1              | 日本百名山               |